# Jean-Louis Romeuf
Pour les articles homonymes, voir Romeuf.
Jean-Louis Romeuf, né le 27 septembre 1766 à Lavoûte-Chilhac (Haute-Loire) et mort le 9 septembre 1812 des suites de ses blessures reçues à la bataille de la Moskowa, est un général de brigade français du Premier Empire.

## Biographie
Frère de Jacques Alexandre Romeuf, Jean Louis de Romeuf embrasse la carrière des armes le 1er septembre 1789, en qualité d'aide de camp du général marquis de La Fayette dans la garde nationale parisienne. Le 21 juin 1791 il est envoyé par ce dernier à la poursuite de Louis XVI, qui s'est enfui de Paris avec femme et enfants au cours de la nuit précédente et dont la fuite sera arrêtée, le soir même, à Varennes. 
Le 15 septembre 1791, il est nommé capitaine au 12e régiment de dragons, et, en 1792, il fait partie de l'état-major de l'armée commandée par le général de La Fayette. Pris avec La Fayette par les Autrichiens le 19 août 1792, il est prisonnier de ceux-ci quelque temps. Libéré avec ses deux autres frères, il s'exile à Londres en 1793. Rentré en France peu de jours avant le Coup d'État du 18 fructidor an V (4 septembre 1797), il est chargé par le directeur François Barthélemy de réclamer auprès du général Bonaparte qui traite des préliminaires du Traité de Campo-Formio, la libération par les Autrichiens des officiers généraux faits prisonniers le 19 août 1792, actuellement en captivité au château d'Olmütz en Moravie.
Frappé par les décrets du 18 fructidor an V (4 septembre 1797), comme prévenu d'émigration, il se réfugie dans le Holstein danois, mais il ne tarde pas à être admis, ainsi que son frère, Jacques Alexandre Romeuf, à faire partie de l'expédition d'Égypte. Employé à l'état-major de l'armée d'Orient, il est bloqué à Malte et rentre en France le 15 septembre 1799. Il est promu chef d'escadron le 2 mai 1800, puis il passe au 11e régiment de hussards le 11 mai, et devient aide de camp du général Mathieu Dumas à l'armée des Grisons le 16 juillet de la même année. Il fait avec lui en l'an VIII (1800) les campagnes de l'armée de réserve et du Tyrol, sous les généraux Brune et Macdonald. Le 27 août 1803, il est adjudant-commandant, employé au camp de Bruges sous le commandement du maréchal Davout.
Le 20 septembre 1805, il passe à l'état-major de la Grande Armée sous Mathieu Dumas, et il participe à la bataille d'Auerstadt le 14 octobre 1806. Il est le premier à entrer dans Berlin le 24 octobre à midi pour préparer l'entrée du 3e corps le lendemain dans la ville. L'empereur le fait commandeur de la Légion d'honneur le 7 juillet 1807 et le nomme gouverneur général du duché de Varsovie en 1808. le 19 mars 1808, il reçoit de Napoléon une première dotation de 2 000 francs sur les biens réservés en Westphalie. Le roi de Saxe, pour le récompenser de ses services, lui donne au mois de mai de la même année, la décoration militaire de l'ordre militaire de Saint-Henri. Le 12 octobre 1808, il est employé à l'état-major de l'armée du Rhin, puis le 14 avril 1809, il est affecté à l'état-major de Davout au sein du 3e corps de l'armée d'Allemagne. Après la bataille de Ratisbonne du 23 avril 1809, il reçoit une seconde dotation de 4 000 francs sur le département de Rome avec le titre de baron de l'Empire le 15 août 1809, confirmé par lettres patentes du 3 mai 1810.
Le 19 décembre 1810, il est en mission à Vienne pour le rapatriement des militaires français qui quittent le service de l'Autriche, et c'est à cette époque qu'il côtoie le général polonais Szymanowski qui ne tarit pas d'éloges sur lui. Il est promu général de brigade le 16 janvier 1811, sous-chef d'état-major du corps d'observation de l'Elbe, et chef d'état-major de ce corps le 21 novembre en remplacement du général Hastrel de Rivedoux. Le 5 février 1812, il devient chef d'état-major du 1er corps de la Grande Armée sous Davout, qui traverse le Niemen pour entamer la campagne de Russie.

Il est mortellement blessé le 7 septembre 1812, lors de la bataille de La Moskowa. Le chirurgien Larrey évoque sa blessure due à un un boulet qui a enfoncé le bassin, les viscères abdominaux et les vertèbres lombaires. Effectivement, il meurt deux jours plus tard. Le maréchal Davout s'adresse aussitôt à l'Empereur : 

« Sire, au moment de solliciter les grâces de votre majesté pour les blessés du corps d'armée dont elle m'a confié le commandement, je crois de mon devoir d'honorer la mémoire du général Romeuf, dont je ne puis assez louer les heureuses qualités et le dévouement pour votre Majesté. Il est mort des suites de ses blessures.
Il a reçu de la magnificence de votre Majesté le titre de baron avec une dotation en biens-fonds.
Il est célibataire et il a le projet d'adopter le fils de l'ainé de ses frères, pour pouvoir lui transmettre après lui son titre et son majorat.
Je prie votre Majesté d'accorder la transmission du titre de baron et de la dotation de feu le général Romeuf à ce jeune homme. (Moscou le 17 septembre 1812). »

Ne laissant pas de postérité, l'Empereur par un décret, transmit son titre de baron à M. Jules Romeuf, l'aîné de ses neveux, fils de Claude Romeuf, et lui accorde de plus un majorat.
Son nom est inscrit sur le côté est de l'arc de triomphe de l'Étoile et dans la Galerie des Batailles du château de Versailles.

## États de service
- Capitaine (15 septembre 1791) ;
- Chef d'escadron (2 mai 1800) ;
- Général de brigade (16 janvier 1811) ;
- Sous-chef d'état-major du corps d'observation de l'Elbe (16 janvier 1811 - 21 novembre 1811) ;
- Chef d'état-major du corps d'observation de l'Elbe (21 novembre 1811 - 5 février 1812) ;
- Chef d'état-major du Ier corps de la Grande Armée (5 février 1812 - 9 septembre 1812).

## Titres
- 1er Baron Romeuf et de l'Empire (décret du 15 août 1809, lettres patentes du 3 mai 1810).

## Décorations
- Commandeur de la Légion d'honneur (7 juillet 1807) ;
- Chevalier de l'ordre de Saint-Henri de Saxe.

## Hommage, Honneurs, Mentions...
- Il fait partie des 660 personnalités à avoir son nom gravé sous l'arc de triomphe de l'Étoile.

## Armoiries
| Figure | Blasonnement |
| ------ | --- |
|        | Armes du baron Jean Louis Romeuf et de l'Empire « D'azur, à deux épées d'argent montée d'or en sautoir, cantonnées de quatre coquilles renversées de même ; à l'orle d'or, au quartier senestre de gueules ; au franc-quartier des barons militaires (de gueules à l'épée haute d'argent, montée en pal)., » |